# Cypriotische moeflon
De Cypriotische moeflon (Ovis gmelinii ophion) is een bedreigde diersoort die in het wild leeft op Cyprus (in de Paphosbossen).

## Geschiedenis
De eerste sporen van wilde schapen op Cyprus dateren van rond 6000 v.Chr. en moeten in verband gebracht worden met de komst van de mens naar het eiland (ca. 10000 v.Chr.). Het gaat om een gedomesticeerde wilde tak van het schaap. Ze worden gekenmerkt door hun omvang, gewicht, hoornafmetingen en kleur. Hun hoorns verschillen van die van de Europese moeflon doordat ze naar achteren gekromd zijn.
In de Griekse en Romeinse periode werden ze ook afgebeeld in de kunst. Gedurende de Middeleeuwen waren de Cypriotische moeflons nog voldoende in aantal.
In 1937 bleven er echter slechts enkele groepjes over en in 1939 kon men de enige Cypriotische moeflons die nog overbleven, vinden in het bos van Paphos, waarvan men een reservaat maakte. In 1984 werden delen daarvan omgevormd tot een nationaal park. In 1992 werd de overgebleven populatie op een 900 à 1.500 dieren geschat.
Door veiligheidsmaatregelen kon men de Cypriotische moeflons tot een populatie van 2.000 dieren brengen. Naar schattingen van 1997 is het bestand ten gevolge van allerlei ziektes weer op 1.200 dieren teruggevallen.

## Eetgewoontes
In de herfst en winter eten de Cypriotische moeflons vooral fruit, terwijl ze zich in de lente en de zomer tegoed doen aan gras en kruiden. In de lente eten ze ook grote hoeveelheden boombladeren, in het bijzonder in april wanneer de blaadjes nog maar net aan het ontspruiten zijn.

## Symbolisme
Op het ontwerp van de Cypriotische euromunten van 1, 2 en 5 cent staat de Cypriotische moeflon afgebeeld.